# Obdulio Diano
Obdulio Diano (Bernal, 27 ottobre 1919 – 19 febbraio 2007) è stato un calciatore argentino, di ruolo portiere.

## Carriera

### Club
Ha giocato nel campionato argentino, cileno e uruguaiano.

### Nazionale
Con la maglia della Nazionale ha trionfato a livello continentale nel 1947.

## Palmarès

### Nazionale
- Campeonato Sudamericano de Football: 1

Ecuador 1947